# Adrienne Pickering
Adrienne Pickering (22 de febrero de 1981) es una actriz australiana, más conocida por haber interpretado a Elly Tate en la serie HeadLand y actualmente a Melissa Partridge en la serie Rake.

## Carrera
En el 2004 apareció como invitada en la popular serie australiana All Saints donde interpretó a la enfermera Sophia Beaumont, la hermana de la doctora Charlotte Beaumont (Tammy MacIntosh).
En el 2005 se unió al elenco de la serie HeadLand donde dio vida a Elly Tate hasta el 2006.
El 22 de octubre de 2008 apareció como personaje recurrente en la popular serie de televisión australiana Home and Away donde interpretó a Natalie Franklin, la madre de Nicole Franklin y exnovia de Roman Harris hasta el 5 de noviembre del mismo año.
En el 2010 se unió al elenco principal de la serie australiana Rake donde interpreta a Melissa "Missy" Partridge, hasta ahora.
En marzo del 2014 se unió al elenco principal de la nueva serie Secrets & Lies donde interpreta a Jess Murnane, la madre de Thom, un pequeño de 4 años cuyo cuerpo es encontrado.
A principios de noviembre del 2014 se anunció que Adrienne aparecería como invitada en la serie Neighbours donde interpretó a Erin Rogers, a partir del 24 de noviembre del mismo año hasta el 27 de enero de 2015.
En el 2016 se anunció que Adrianne se había unido al elenco de la miniserie House of Bond donde dará vida a Eileen Hughes-Bond, la primera esposa del magnate australiano Alan Bond (Ben Mingay).

## Filmografía

### Series de televisión
| Año             | Título                     | Personaje             | Notas                                      |
| --------------- | -------------------------- | --------------------- | ------------------------------------------ |
| 2010 - presente | Rake                       | Melissa Partridge     | 28 episodios                               |
| 2017            | House of Bond              | Eileen Hughes-Bond    | 2 episodios - miniserie                    |
| 2015            | The Doctor Blake Mysteries | Catherine Lewis       | episodio "Room Without a View"             |
| 2014 - 2015     | Neighbours                 | Erin Rogers           | 15 episodios                               |
| 2014            | It's a Date                | Tess                  | episodio "Is It Ok To Date A Friend's Ex?" |
| 2014            | House Husbands             | Layla                 | episodio # 3.5                             |
| 2014            | Secrets & Lies             | Jess Murnane          | 6 episodios - miniserie                    |
| 2013            | Mr & Mrs Murder            | Ariel                 | episodio "The Course Whisperer"            |
| 2009            | Sea Patrol                 | Cynthia Luxton        | episodio "Safeguard"                       |
| 2009            | Rogue Nation               | Sarah Wentworth       | episodio "Rights of Passage"               |
| 2008            | Home and Away              | Natalie Franklin      | 10 episodios                               |
| 2008            | Out of the Blue            | Det. Christine Taylor | 4 episodios                                |
| 2005 - 2006     | HeadLand                   | Elly Tate             | 58 episodios                               |
| 2004            | All Saints                 | Sophia Beaumont       | 9 episodios                                |

### Películas
| Año  | Título     | Personaje        | Notas |
| ---- | ---------- | ---------------- | --- |
| 2011 | Safe       | Mia              | corto - junto a Pier Carthew, Liza Catherine-Dennis, Shaun Goss y Gavin Hicks                                       |
| 2010 | The Clinic | Jane Dow         | junto a Tabrett Bethell, Freya Stafford, Andy Whitfield, Marshall Napier y Sophie Lowe                              |
| 2010 | The Reef   | Suzie            | junto a Damian Walshe-Howling, Gyton Grantley, Zoe Naylor y Kieran Darcy-Smith                                      |
| 2009 | Knowing    | Allison Koestler | junto a Nicolas Cage, Chandler Canterbury, Rose Byrne, Lara Robinson, D.G. Maloney, Nadia Townsend y Ben Mendelsohn |
| 2008 | Shutter    | Megan            | junto a Joshua Jackson, Rachael Taylor, Megumi Okina, David Denman, John Hensley y Maya Hazen                       |
| 2006 | Final Call | Samantha Collins | corto - junto a Tony Barry, John Batchelor, Nicole da Silva, Gary Eck y Rebecca Massey                              |
| 2006 | Candy      | Teller           | junto a Abbie Cornish, Heath Ledger, Geoffrey Rush, Tom Budge, Roberto Meza Mont y Tony Martin                      |

### Teatro
| Año  | Obra          | Personaje | Director (a) | Teatro              | Notas                                                          |
| ---- | ------------- | --------- | ------------ | ------------------- | -------------------------------------------------------------- |
| 2009 | Ruben Guthrie | -         | Wayne Blair  | Belvoir St. Theatre | junto a Roy Billing, Megan Drury, Geoff Morrell y Toby Schmitz |